# Anejiru The Animation: Shirakawa Sanshimai ni Omakase
Anejiru The Animation: Shirakawa Sanshimai ni Omakase (jap. 姉汁 THE ANIMATION～白川三姉妹におまかせ～), oder kurz Anejiru The Animation, ist eine zweiteilige OVA aus dem Hentai-Genre. Diese basiert auf einem Eroge von Atelier Kaguya, das wiederum auf einer Visual Novel basiert, und wurde in Zusammenarbeit der Produzenten Pink Pineapple und T-Rex erstellt. 

## Handlung
Der seit kurz nach dem Tod seiner Mutter bei den Großeltern lebende Yū zieht weg ins Haus seines Stiefvaters sowie seiner drei Stiefschwestern. Da der Stiefvater Archäologe ist und daher beinahe nie zu Hause, darf Yū sein Zimmer benutzen. Beim Aufräumen des Zimmers kommt Yū versehentlich mit einem verfluchten Fläschchen in Berührung. Nun muss er die „Liebessäfte“ (Scheidenflüssigkeiten) seiner Stiefschwestern sammeln und das Glas damit füllen, da sonst das schlimmst mögliche passieren wird. Wenn er es jedoch schafft, wird ihm und den Mädchen, die ihm dabei geholfen haben, ein Wunsch erfüllt. Der Fluch des Fläschchens hilft ihm dabei, da dieser dafür sorgt, dass seine Schwestern schneller von ihm angezogen und erregt werden und zudem Einfluss auf ihre Wünsche nimmt, unter deren Voraussetzung sie mit ihm koitieren würden. So nimmt Yū gezwungenermaßen seinen Auftrag in Angriff.

## Figuren
- Yū Shirakawa ist der männliche Hauptcharakter, welcher versehentlich den Fluch auslöst, durch den er dazu gezwungen ist, die Vaginalflüssigkeiten seiner Stiefschwestern zu sammeln.

- Kyōko Shirakawa ist Yūs älteste Stiefschwester und hat einen gelassenen, bestimmenden Charakter.

- Ryōko Shirakawa ist die zweite Stiefschwester von Yuu mit einem einfühlsamen, experimentierfreudigen Charakter.

- Anzu Shirakawa ist Yūs jüngste Stiefschwester und hat eine harte Schale, jedoch einen weichen Kern.

- Kuri ist die Hauskatze. Am Ende der ersten Episode stößt sie versehentlich das verfluchte Fläschchen um und verwandelt sich durch den Kontakt mit der Flüssigkeit darin in ein Mädchen. Fortan kann sie sich jederzeit verwandeln.

## Veröffentlichung
Der Anime wurde als Original Video Animation am 22. Dezember 2006 und 23. März 2007 veröffentlicht. Die beiden Folgen sind je 40 Minuten lang. Die Fortsetzung Anejiru 2 The Animation: Shirakawa Shimai ni Omakase (姉汁2 THE ANIMATION~白川三姉妹におまかせ~) wurde am 26. November 2010 und 25. Februar 2011 veröffentlicht und hat 30 Minuten Laufzeit pro Folge.
Das Abspannlied der Folgen ist My Sweet room, gesungen von MIYu.

## Synchronisation
| Rolle           | Japanische Stimme |
| --------------- | ----------------- |
| Yū Shirakawa    | Mia Naruse        |
| Kyōko Shirakawa | Harumi Sakurai    |
| Ryōko Shirakawa | Hikaru Isshiki    |
| Anzu Shirakawa  | Kayo Sakata       |
| Kuri            | Noriko Rikimaru   |